# Graphipterus valdanii
Graphipterus valdanii es una especie de escarabajo del género Graphipterus, familia Carabidae, orden Coleoptera. Fue descrita científicamente por Guérin-Méneville en 1859.

## Descripción
El macho mide 14,8-19,0 milímetros de longitud y la hembra 18,6-20,5 milímetros.

## Distribución
Se distribuye por Argelia.